# Liga Nacional de Básquetbol 2010
La Liga Nacional de Báquetbol 2010, por motivos de patrocinio Liga Nacional Movistar, fue la primera edición de la máxima categoría del básquetbol organizado por la Federación de Básquetbol de Chile.
Intregada por once equipos, la fase grupal se prolongó entre el 8 de octubre y el 1 de noviembre de 2010, mientras que la fase de play-offs se disputó entr el 7 de noviembre y el 18 de diciembre. Al finalizar la competencia, Español de Talca se consagró campeón de la primera Liga Nacional tras derrotar en al final a Boston College por 3 a 1. Obtuvo de paso su segundo torneo nacional luego de haber logrado la Dimayor en 1981.

## Formato
Los 11 equipos fueron distribuidos en 3 grupos, 2 con 4 participantes y 1 con 3, donde se enfrentan todos contra todos en 2 ruedas. Los primeros 2 de cada grupo clasifican a los play-offs más los 2 mejores terceros lugares. De éstos clasificados se hace una tabla en base al rendimiento de los equipos, enfrentándose el de menor rendimiento contra el primero, y así sucesivamente.
En la fase de play-offs los equipos se eliminan hasta que se defina el campeón.

## Clasificación Grupal
Clave: Pts: Puntos; PJ: Partidos jugados; PG: Partidos ganados; PP: Partidos Perdidos; PF: Puntos a favor; PC: Puntos en contra; Dif: diferencia puntos a favor y en contra.

### Grupo A
| Pos | Equipo                    | Pts | PJ | PG | PP | PF  | PC  | Dif |
| --- | ------------------------- | --- | -- | -- | -- | --- | --- | --- |
| 1   | Español de Talca          | 11  | 6  | 5  | 1  | 499 | 426 | +73 |
| 2   | Universidad de Concepción | 11  | 6  | 5  | 1  | 520 | 424 | +96 |
| 3   | Deportivo Alemán          | 7   | 6  | 1  | 5  | 385 | 472 | -87 |
| 4   | Osorno Básquetbol         | 7   | 6  | 1  | 5  | 416 | 498 | -82 |

En negrita los clasificados a la fase nacional.

### Grupo B
| Pos | Equipo                | Pts | PJ | PG | PP | PF  | PC  | Dif |
| --- | --------------------- | --- | -- | -- | -- | --- | --- | --- |
| 1   | Universidad Católica  | 10  | 6  | 4  | 2  | 460 | 381 | +79 |
| 2   | Sagrados Corazones    | 10  | 6  | 4  | 2  | 438 | 412 | +26 |
| 3   | Municipal Puente Alto | 8   | 6  | 2  | 4  | 426 | 502 | -76 |
| 4   | Providencia           | 8   | 6  | 2  | 4  | 380 | 409 | -29 |

En negrita los clasificados a la fase nacional.

### Grupo C
| Pos | Equipo          | Pts | PJ | PG | PP | PF  | PC  | Dif  |
| --- | --------------- | --- | -- | -- | -- | --- | --- | ---- |
| 1   | Boston College  | 8   | 4  | 4  | 0  | 380 | 286 | +94  |
| 2   | Liceo Mixto     | 6   | 4  | 2  | 2  | 348 | 316 | +32  |
| 3   | Stadio Italiano | 4   | 4  | 0  | 4  | 247 | 373 | -126 |

En negrita los clasificados a la fase nacional.

## Tabla Final
Luego de la Fase Grupal los equipos clasificados fueron ordenados en una tabla en base al rendimiento de cada uno, siendo emparejados el 1° de esta con el 8°, el 2° con 7°, el 3° con el 6° y el 4° con el 5°.
| Pos | Equipo                    | Pts | PJ | PG | PP | PF  | PC  | Dif |
| --- | ------------------------- | --- | -- | -- | -- | --- | --- | --- |
| 1   | Boston College            | 8   | 4  | 4  | 0  | 380 | 286 | +94 |
| 2   | Universidad Católica      | 10  | 6  | 4  | 2  | 460 | 381 | +79 |
| 3   | Español de Talca          | 11  | 6  | 5  | 1  | 499 | 426 | +73 |
| 4   | Universidad de Concepción | 11  | 6  | 5  | 1  | 520 | 424 | +96 |
| 5   | Liceo Mixto               | 6   | 4  | 2  | 2  | 348 | 316 | +32 |
| 6   | Sagrados Corazones        | 10  | 6  | 4  | 2  | 438 | 412 | +26 |
| 7   | Puente Alto               | 8   | 6  | 2  | 4  | 426 | 502 | -76 |
| 8   | Deportivo Alemán          | 7   | 6  | 1  | 5  | 385 | 472 | -87 |

## Play-offs
|  | Cuartos de final     | Cuartos de final     | Cuartos de final     |                  |                | Semifinales          | Semifinales          | Semifinales          |  |                | Final                 | Final                 | Final                 |  |
|  | 7 al 13 de noviembre | 7 al 13 de noviembre | 7 al 13 de noviembre |                  |                | 27 al 5 de diciembre | 27 al 5 de diciembre | 27 al 5 de diciembre |  |                | 12 al 18 de diciembre | 12 al 18 de diciembre | 12 al 18 de diciembre |  |
|  |                      |                      |                      |                  |                |                      |                      |                      |  |                |                       |                       |                       |  |
|  |                      |                      |                      |                  |                |                      |                      |                      |  |                |                       |                       |                       |  |
|  | 1                    | Boston College       | 2                    |                  |                |                      |                      |                      |  |                |                       |                       |                       |  |
|  | 1                    | Boston College       | 2                    |                  |                |                      |                      |                      |  |                |                       |                       |                       |  |
|  | 8                    | Deportivo Alemán     | 0                    |                  |                |                      |                      |                      |  |                |                       |                       |                       |  |
|  | 8                    | Deportivo Alemán     | 0                    |                  | Boston College | Boston College       | 2                    |                      |  |                |                       |                       |                       |  |
|  |                      |                      |                      |                  | Boston College | Boston College       | 2                    |                      |  |                |                       |                       |                       |  |
|  |                      |                      | Liceo Mixto          | Liceo Mixto      | 1              |                      |                      |                      |  |                |                       |                       |                       |  |
|  | 4                    | U. de Concepción     | Liceo Mixto          | Liceo Mixto      | 1              | 1                    |                      |                      |  |                |                       |                       |                       |  |
|  | 4                    | U. de Concepción     |                      |                  |                |                      |                      |                      |  |                |                       |                       |                       |  |
|  | 5                    | Liceo Mixto          | 2                    |                  |                |                      |                      |                      |  |                |                       |                       |                       |  |
|  | 5                    | Liceo Mixto          | 2                    |                  |                |                      |                      |                      |  | Boston College | Boston College        | 1                     |                       |  |
|  |                      |                      |                      |                  |                |                      |                      |                      |  | Boston College | Boston College        | 1                     |                       |  |
|  |                      |                      | Español de Talca     | Español de Talca | 3              |                      |                      |                      |  |                |                       |                       |                       |  |
|  | 2                    | U. Católica          | Español de Talca     | Español de Talca | 3              | 2                    |                      |                      |  |                |                       |                       |                       |  |
|  | 2                    | U. Católica          |                      |                  |                |                      |                      |                      |  |                |                       |                       |                       |  |
|  | 7                    | M. Puente Alto       | 1                    |                  |                |                      |                      |                      |  |                |                       |                       |                       |  |
|  | 7                    | M. Puente Alto       | 1                    |                  | U. Católica    | U. Católica          | 0                    |                      |  |                |                       |                       |                       |  |
|  |                      |                      |                      |                  | U. Católica    | U. Católica          | 0                    |                      |  |                |                       |                       |                       |  |
|  |                      |                      | Español de Talca     | Español de Talca | 2              |                      |                      |                      |  |                |                       |                       |                       |  |
|  | 3                    | Español de Talca     | Español de Talca     | Español de Talca | 2              | 2                    |                      |                      |  |                |                       |                       |                       |  |
|  | 3                    | Español de Talca     |                      |                  |                |                      |                      |                      |  |                |                       |                       |                       |  |
|  | 6                    | Sagrados Corazones   | 0                    |                  |                |                      |                      |                      |  |                |                       |                       |                       |  |
|  | 6                    | Sagrados Corazones   | 0                    |                  |                |                      |                      |                      |  |                |                       |                       |                       |  |
|  |                      |                      |                      |                  |                |                      |                      |                      |  |                |                       |                       |                       |  |

## Finales
| 12 de diciembre de 2010 | Boston College | 80–77 | Español de Talca |                                                          |  |
|                         |                |       |                  |                                                          |  |
|                         |                | 1     |                  | Pabellón: Gimnasio Boston College, Maipú Televisión: CDO |  |

| 13 de diciembre de 2010 | Boston College | 76–95 | Español de Talca |                                                          |  |
|                         |                |       |                  |                                                          |  |
|                         |                | 2     |                  | Pabellón: Gimnasio Boston College, Maipú Televisión: CDO |  |

| 17 de diciembre de 2010 | Español de Talca | 84–72 | Boston College |                                                      |  |
|                         |                  |       |                |                                                      |  |
|                         |                  | 3     |                | Pabellón: Gimnasio Cendyr Sur, Talca Televisión: CDO |  |

| 18 de diciembre de 2010 | Español de Talca | 75–71 | Boston College |                                                      |  |
|                         |                  |       |                |                                                      |  |
|                         |                  | 4     |                | Pabellón: Gimnasio Cendyr Sur, Talca Televisión: CDO |  |

## Campeón
| Campeón Español de Talca 1º título |